# Seestraße 10 (Stralsund)

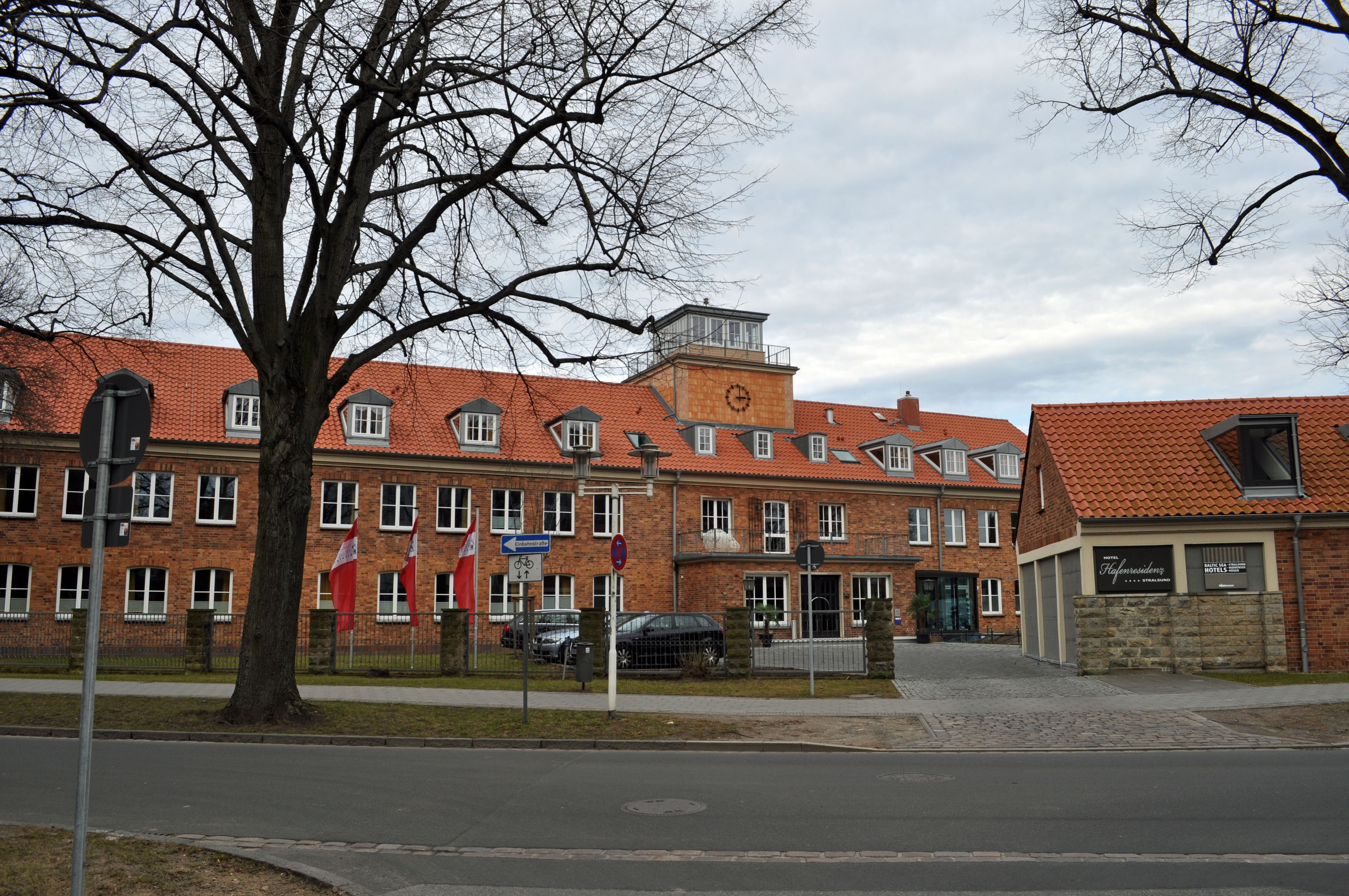
Das Haus Seestraße 10 in Stralsund (2012)

Das Haus mit der postalischen Adresse Seestraße 10 ist ein denkmalgeschütztes Gebäude in der Hansestadt Stralsund in der Seestraße.
Das langgestreckte, zweigeschossige Gebäude aus rotem Backstein wurde im Jahr 1955 am Ufer des Strelasunds gebaut. Es wurde vom „Amt für Standardisierung, Messwesen und Warenprüfung“ genutzt. Im Dachgeschoss befanden sich bis ins Jahr 1991 eine Sendestation, ein Windmessraum, Dunkelkammern und Schlafräume. Im Jahr 1991 wurde das Dachgeschoss umgebaut.
Nach einer Nutzung durch das Ordnungsamt zog nach einem Umbau ein Hotel in das Gebäude ein.
Das Haus liegt im Kerngebiet des von der UNESCO als Weltkulturerbe anerkannten Stadtgebietes des Kulturgutes „Historische Altstädte Stralsund und Wismar“. In die Liste der Baudenkmale in Stralsund ist es mit der Nummer 702 eingetragen.